# Estación Carmensa
Carmensa era una estación ferroviaria ubicada en el paraje rural del mismo nombre, en el Departamento General Alvear, Provincia de Mendoza, Argentina.

## Historia
La estación fue inaugurada en 1914 por el Ferrocarril del Oeste. En 1948 pasó a formar parte del Ferrocarril Domingo Faustino Sarmiento. Fue clausurada para todo tipo de servicios el 5 de septiembre de 1977.

La estación fue punto central del poblamiento y del desarrollo económico-social, de la Colonia Agrícola San Pedro del Atuel. La misma era propiedad del empresario naviero noruego, y pionero departamental, Pedro Christophersen. 